# Accadia
Accadia község (comune) Olaszország Puglia régiójában, Foggia megyében.

## Fekvése
A Dauniai-szubappenninek vidékén a Monte Crispignano (1105 m) lábainál fekszik.

## Története
A régészeti leletek alapján már az ókorban lakott volt, egyes történészek az ókori Acuca hirpinus várossal azonosítják. A hagyományok szerint egy Acca Larentia tiszteletére emelt szentély körül alakult ki. A település a későbbiekben a bizánciak, longobárdok, normannok fennhatósága alá került. A Nápolyi Királyság része volt 1811-ig, amikor felszámolták a feudalizmust és önálló községgé vált.

## Népessége
A népesség számának alakulása:

## Főbb látnivalói
- Santi Pietro e Paolo-templom - 11. századi, román stílusban épült.
- San Vito-templom - a 18. század közepén épült barokk stílusban.
- Madonna del Carmine - 1927 óta búcsújáró hely a Monte Crispignanón.
- Torre dell'Orologio - 1883-ban épült óratorony.
- Taverna Romana - egy római kori építmény (valószínűleg fogadó) romjai a két kilométerre a településtől.